# Richard Davison
Richard John Davison (Nottingham, 29 de septiembre de 1955) es un jinete británico que compitió en la modalidad de doma.
Ganó una medalla de plata en el Campeonato Mundial de Doma de 2022 y dos medallas en el Campeonato Europeo de Doma, plata en 1993 y bronce en 2003.
Participó en cuatro Juegos Olímpicos de Verano, entre los años 1996 y 2012, ocupando el octavo lugar en Atlanta 1996, el octavo en Sídney 2000 y el séptimo en Atenas 2004, en la misma prueba.

## Palmarés internacional
| Campeonato Mundial | Campeonato Mundial      | Campeonato Mundial | Campeonato Mundial |
| Año                | Lugar                   | Medalla            | Categoría          |
| ------------------ | ----------------------- | ------------------ | ------------------ |
| 2022               | Herning (Dinamarca)     | Medalla de plata   | Por equipos        |
| Campeonato Europeo |                         |                    |                    |
| Año                | Lugar                   | Medalla            | Categoría          |
| 1993               | Lipica (Eslovenia)      | Medalla de plata   | Por equipos        |
| 2003               | Hickstead (Reino Unido) | Medalla de bronce  | Por equipos        |